# Kiental-Ramslauenen
De Sportbahnen Kiental- Ramslauenen (SKRa) is een stoeltjeslift in het Berner Oberland, kanton Bern in het Kiental. Het bergstation ligt op de alp Ramslauenen. Van hieruit kunnen wandelingen maakt worden naar de Gehrihorn (2.130 meter hoogte) en kan hier begonnen worden met voetpad langs de noordhelling van de Lötschberglinie.
In de winter is ook de skilift Chüematti actief. Naast de 7 kilometer pistes, verdeeld in 6 afdalingen, is er een 7 km lange sleeafdaling, die 20 minuten duurt. In Kiental is een kindersleepliftje aanwezig. Er is een mogelijkheid voor langlaufen en is zelfs een natuurijsbaan.
De capaciteit van de stoeltjeslift is in 2007 verhoogd van 240 naar 600 personen per uur. De snelheid is 2,3 m/s (8,3 kilometer per uur).

## Weblinks
- Stoeltjeslift Ramslaunenen